# Luso
Luso es un concelho (municipio) de Mealhada, con 18,87 km² de superficie y 2.750 habitantes (2001). Su densidad de población es de 145,7 hab/km².

## Galería

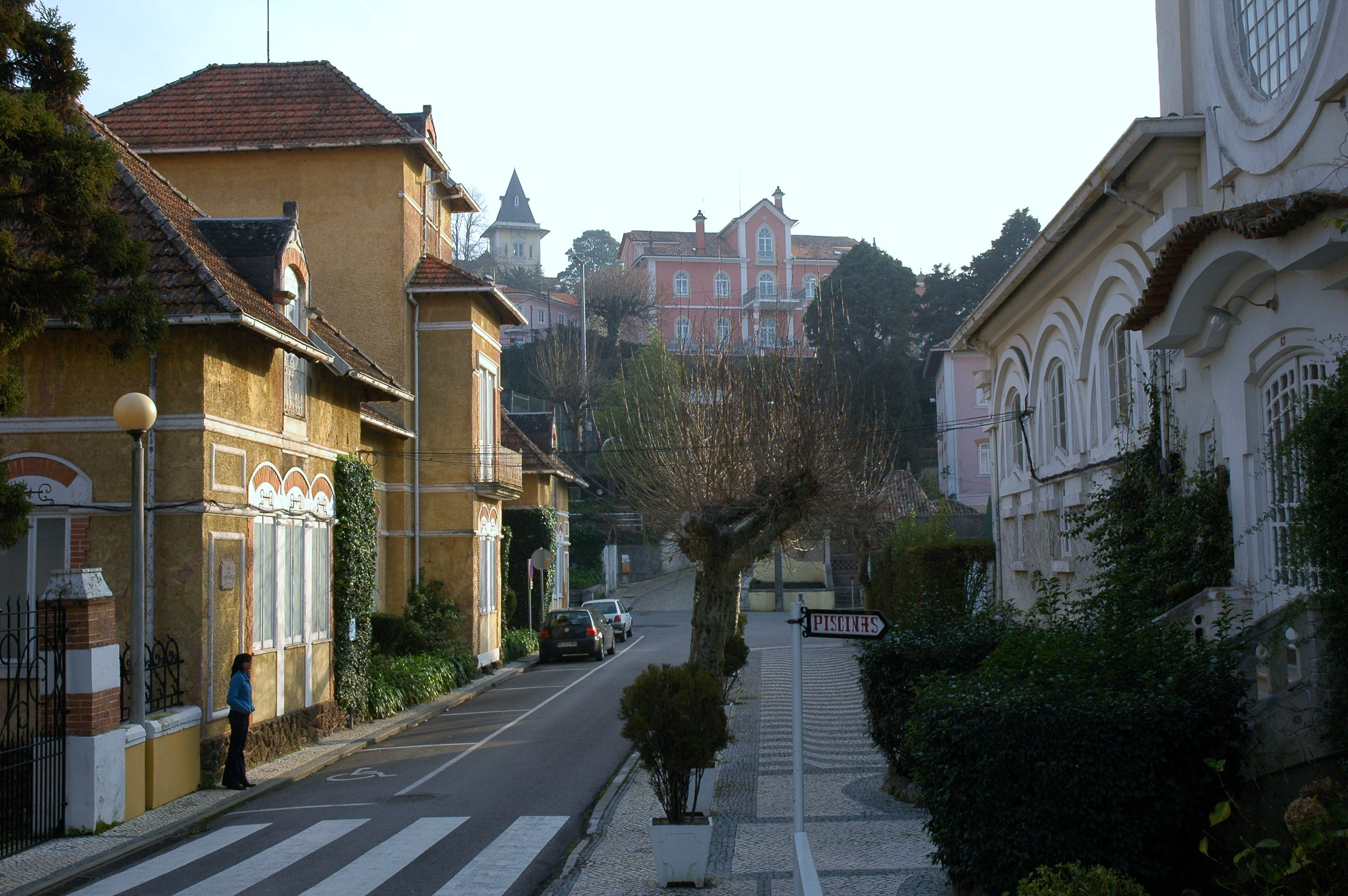
Vila do Luso, Mealhada, Portugal